# Stipe votiva di piazza San Francesco
Nel 1959 si ritrovò in maniera fortuita nella piazza San Francesco d'Assisi di Catania una stipe votiva di ceramiche greche dedicato a Demetra, considerato uno dei più importanti e ricchi complessi votivi dell'Occidente greco. I materiali rinvenuti coprono un arco cronologico che va dalla fine del VII a tutto il IV secolo a.C..

## Scavo
Lo scavo fu eseguito dal Comune di Catania per creare l'allacciamento fognario della piazza e si sviluppava a ridosso del lato est del monumento dedicato al Beato cardinale Dusmet che si erge al centro della stessa. Per difficoltà legate alla natura del suolo fu necessaria la creazione di pareti cementizie per limitare i danni degli scivolamenti del terreno. La trincea si sviluppò in direzione nord-sud per circa 27 metri di lunghezza, raggiungendo l'incrocio con via Vittorio Emanuele II, e raggiunse la profondità di tre metri, avente uno spessore di 50 centimetri. A circa 18 metri più ad ovest (su via Gagliani) si continuavano a ritrovare reperti, qui alla profondità di 4,40 metri.
Il recupero dei reperti si fece arduo a causa della presenza di una falda acquifera che, scorrendo ad un livello più alto della stipe, inondava lo scavo, pertanto fu necessario l'uso costante di apposite macchine idrovore. Probabilmente la stessa falda fece scivolare in antico il deposito in quest'area, ivi portandolo dal sito originario.
Lo scavo si svolse in collaborazione con la sezione di archeologia dell'Università degli Studi di Catania, fornendo così la possibilità di creare un campo sperimentale di ricerca per gli allievi dei corsi di tale sezione.

## Manufatti
La stipe votiva trovata ha restituito notevoli quantità di ceramiche ritenute dalla comunità archeologica di grande interesse, soprattutto per la possibilità di stabilire il flusso mercantile dell'antica Katane e le sue aree di influenza. I manufatti sono pertinenti alle diverse fasi dell'epoca greca, ma il gruppo prevalente è certamente di epoca arcaica (dal VII al IV secolo a.C.). I reperti sono di vario genere, quasi la totalità fittili con una grande abbondanza di kotylai (un particolare tipo di coppa) e coppe, in maniera preponderante dalle officine di Corinto e dell'Attica, ma anche statuette figurate rappresentanti la dea Demetra (molto frequente il tipo col porcellino) e frammenti di piatti. La presenza di un notevole nucleo di statuette di offerenti il porcellino d'età classica (fino al IV secolo a.C.) ha portato a fare un collegamento fra la suddetta stipe votiva e il santuario di Demetra e Kore descritto dalle fonti.
La quantità dei reperti è impressionante: al 1998 erano stati inventariati, documentati e schedati oltre 12.000 pezzi (6.149 ceramiche e 6.794 terrecotte). Si sono potuti identificare diversi pittori, gruppi od officine collocati tra la fine del corinzio antico e il tardo corinzio II.
I reperti sono oggi custoditi dal Parco archeologico greco-romano di Catania.

## Santuario
Il ritrovamento di tale stipe sembrerebbe voler confermare il passo di Cicerone in cui si fa riferimento al ricchissimo Tempio di Cerere che il proconsole Verre secondo l'accusa avrebbe vilmente saccheggiato. Del tempio oggi non si sa quasi nulla e le varie ipotesi degli studiosi del passato (tra cui Pietro Carrera o il principe di Biscari) sono spesso discordanti. Una leggenda vuole che il suddetto tempio fu distrutto dalla sola presenza del vescovo Leone il Taumaturgo. Il sito originario della stipe tuttavia non è ancora stato localizzato, dato che i reperti ritrovati si sono depositati in una sorta di conca, trascinati da un'inondazione del terreno (forse a causa di un'esondazione dell'Amenano) di epoca antica che li ha sepolti conservandoli. Tuttavia secondo diversi studiosi non deve essere distante dalla attuale via dei Crociferi.